# Izé
Izé és un municipi francès situat al departament de Mayenne i a la regió de País del Loira. L'any 2007 tenia 490 habitants.

## Demografia

### Població
El 2007 la població de fet d'Izé era de 490 persones. Hi havia 217 famílies de les quals 67 eren unipersonals (43 homes vivint sols i 24 dones vivint soles), 91 parelles sense fills, 51 parelles amb fills i 8 famílies monoparentals amb fills.
La població ha evolucionat segons el següent gràfic:
Habitants censats

### Habitatges
El 2007 hi havia 291 habitatges, 222 eren l'habitatge principal de la família, 38 eren segones residències i 31 estaven desocupats. 287 eren cases i 4 eren apartaments. Dels 222 habitatges principals, 170 estaven ocupats pels seus propietaris, 45 estaven llogats i ocupats pels llogaters i 6 estaven cedits a títol gratuït; 3 tenien una cambra, 14 en tenien dues, 49 en tenien tres, 74 en tenien quatre i 82 en tenien cinc o més. 163 habitatges disposaven pel capbaix d'una plaça de pàrquing. A 110 habitatges hi havia un automòbil i a 88 n'hi havia dos o més.

### Piràmide de població
La piràmide de població per edats i sexe el 2009 era:
| Homes | Edats   | Dones |
| ----- | ------- | ----- |
| 0     | 95 o +  | 0     |
| 0     | 90 a 94 | 4     |
| 0     | 85 a 89 | 4     |
| 0     | 80 a 84 | 4     |
| 28    | 75 a 79 | 24    |
| 8     | 70 a 74 | 16    |
| 20    | 65 a 69 | 28    |
| 12    | 60 a 64 | 8     |
| 12    | 55 a 59 | 12    |
| 20    | 50 a 54 | 16    |
| 12    | 45 a 49 | 16    |
| 32    | 40 a 44 | 12    |
| 4     | 35 a 39 | 8     |
| 4     | 30 a 34 | 8     |
| 28    | 25 a 29 | 8     |
| 28    | 20 a 24 | 28    |
| 12    | 15 a 19 | 8     |
| 12    | 10 a 14 | 16    |
| 0     | 5 a 9   | 8     |
| 12    | 0 a 4   | 8     |

## Economia
El 2007 la població en edat de treballar era de 293 persones, 212 eren actives i 81 eren inactives. De les 212 persones actives 196 estaven ocupades (108 homes i 88 dones) i 16 estaven aturades (9 homes i 7 dones). De les 81 persones inactives 45 estaven jubilades, 17 estaven estudiant i 19 estaven classificades com a «altres inactius».

### Ingressos
El 2009 a Izé hi havia 229 unitats fiscals que integraven 519 persones, la mediana anual d'ingressos fiscals per persona era de 14.694 €.

### Activitats econòmiques
Dels 17 establiments que hi havia el 2007, 2 eren d'empreses alimentàries, 5 d'empreses de construcció, 4 d'empreses de comerç i reparació d'automòbils, 1 d'una empresa de transport, 1 d'una empresa d'hostatgeria i restauració, 2 d'empreses immobiliàries i 2 d'empreses de serveis.
Dels 6 establiments de servei als particulars que hi havia el 2009, 1 era un taller de reparació d'automòbils i de material agrícola, 1 paleta, 2 fusteries, 1 lampisteria i 1 restaurant.
Dels 3 establiments comercials que hi havia el 2009, 1 era una botiga de menys de 120 m² i 2 fleques.
L'any 2000 a Izé hi havia 61 explotacions agrícoles que ocupaven un total de 2.050 hectàrees.

## Equipaments sanitaris i escolars
El 2009 hi havia una escola elemental integrada dins d'un grup escolar amb les comunes properes formant una escola dispersa.

## Poblacions més properes
El següent diagrama mostra les poblacions més properes.